# Hitoshi Tomishima
Hitoshi Tomishima (født 1. juni 1964) er en tidligere japansk fodboldspiller.
Han har spillet for flere forskellige klubber i sin karriere, herunder Yokohama Flügels.